# Килобајт
Килобајт се користи као јединица мере података у рачунарству и износи било 1000 или 1024 бајта, зависно од интерпретације и контекста. 